# Rhaphidophora australasica
Rhaphidophora australasica — вид квіткових рослин із родини Araceae, роду Rhaphidophora. Ця ліана росте на о. Нова Гвінея й на пн. Австралії.